# Dynasty (5.ª temporada)
A quinta e última temporada de Dynasty, uma série de televisão norte-americana baseada na novela de horário nobre dos anos 80 mesmo nome foi encomendada pela The CW em 3 de fevereiro de 2021 e estreou em 20 de dezembro de 2021 com dois episódios e depois retornou às sextas-feiras em 11 de março de 2022. Em maio de 2022, foi anunciado que a quinta temporada seria a última da série.
A quinta temporada é estrelada por Elizabeth Gillies como Fallon Carrington, Grant Show como seu pai Blake Carrington, Daniella Alonso como a nova esposa de Blake, Cristal, Sam Underwood como o filho mais velho de Blake, Adam Carrington, e Eliza Bennett como sua filha mais nova Amanda Carrington, com Robert Christopher Riley como ex. motorista Michael Culhane; Sam Adegoke como o bilionário da tecnologia Jeff Colby; Rafael de la Fuente como Sam Jones, o ex-marido do meio-irmão de Fallon, Steven; Adam Huber como o marido de Fallon, Liam Ridley; Maddison Brown como Kirby Anders, filha do ex-mordomo de Carrington Joseph Anders; Michael Michele como Dominique Deveraux, meia-irmã de Blake e mãe de Jeff e Monica Colby (Wakema Hollis); e Elaine Hendrix como Alexis Carrington Colby, ex-esposa de Blake e Jeff e mãe de Adam, Steven, Fallon e Amanda. Personagens recorrentes notáveis apresentados na quinta temporada incluem Geovanni Gopradi como Roberto "Beto" Flores, irmão de Cristal; Rogelio T. Ramos como Daniel, pai biológico de Sam; Pej Vahdat como Dex Dexter, um gerente de fundos de hedge suave que se apaixona por Alexis; e Brett Tucker como Ben Carrington, irmão distante de Blake. Alonso também faz o duplo papel recorrente de Rita, uma sósia de Cristal empregada por Beto.

## Elenco e personagens

### Principal
- Elizabeth Gillies como Fallon Carrington, uma executiva e herdeira da fortuna do setor de energia de Atlanta, filha do bilionário Blake Carrington e sua primeira esposa, Alexis
- Daniella Alonso como Cristal Jennings Carrington, uma amiga próxima da falecida segunda esposa de Blake, que se torna sua terceira esposa
  - Alonso também interpretou Rita, uma sósia de Cristal em aliança com Beto
- Elaine Hendrix como Alexis Carrington-Dexter, ex-mulher de Blake e Jeff e mãe de Adam, Steven, Fallon e Amanda
- Rafael de La Fuente como Samuel Josiah "Sammy Jo" Jones Carrington, sobrinho da segunda esposa de Blake, Cristal, e ex-marido de Steven Carrington
- Sam Underwood como Adam Carrington, filho mais velho de Blake e Alexis, um médico que foi sequestrado quando criança
- Eliza Bennett como Amanda Carrington, filha secreta de Alexis com Blake, uma advogada criada na Europa
- Michael Michele como Dominique Deveraux, mãe de Jeff e Monica e meia-irmã de Blake
- Robert Christopher Riley como Michael Culhane, ex-noivo de Fallon, ex-motorista dos Carrington
- Sam Adegoke como Jeff Colby, um jovem rival de negócios de Blake que acabou revelando ser seu sobrinho
- Maddison Brown como Kirby Anders, filha do mordomo Joseph e melhor amigo de Sam
- Adam Huber como Liam Ridley, marido de Fallon e escritor
- Grant Show como Blake Carrington, bilionário e pai de Adam, Fallon e Amanda com sua primeira esposa, Alexis

### Recorrente
- Geovanni Gopradi como Roberto "Beto" Flores, irmão de Cristal
- Pej Vahdat como Dex Dexter, um gerente de fundos de hedge
- Rogelio T. Ramos como Daniel, um treinador de cavalos que é pai biológico de Sam
- Felisha Terrell como Nina, uma cineasta independente em ascensão

### Convidado
- Kara Royster como Eva, ex-assistente de Fallon que está na prisão por atirar nela
- Randy J. Goodwin como Brady Lloyd, ex-marido de Dominique
- Arnetia Walker como Louella Culhane, a mãe de Michael
- Grace Junot como Ellen, membro do conselho da Fallon Unlimited
- Carson Fagerbakke como Patricia De Vilbis, uma velha inimiga de Fallon do circuito equestre
- Bill Fagerbakke como Peter De Vilbis, pai de Patty que vende Morell Green Energy Corporation de volta para Fallon e Jeff
- Lara Silva como Luna, uma amiga de Jeff
- Yvonna Pearson como Sasha Harris, uma modelo amiga de Kirby
- Daphne Zuniga como Sonya Jackson, uma amiga de faculdade de Blake
- Elena Tovar como Iris Machado, a mãe de Sam
- Sharon Lawrence como Laura Van Kirk, a mãe controladora e manipuladora de Liam
- Brett Tucker como Ben Carrington, irmão distante de Blake, e pai de Juliette
- Brianna Brown como Claudia Blaisdel, a mulher que matou a esposa de Blake, Cristal/Celia
- Tetona Jackson como Frankie Chase, uma cantora que Fallon quer se juntar a sua empresa
- Samantha Massell como Stacey Moore, a substituta de Fallon e Liam
- David Diaan como Samir Dexter, pai de Dex
- Charisma Carpenter como Heather, ex-babá de Fallon
- Steve Spoon como Steven Carrington jovem
- Henry Simmons como Kevin, guarda-costas de Dominique
- Amy Pietz como Mandy Von Dunkel, uma mulher que se opõe ao leilão de solteiro de Fallon
- Matt Bennett como Cole, um homem que participa do leilão de solteiros de Fallon
- Lachlan Buchanan como Ryan, ex-namorado de Sam
- Kate Beahan como Florence Whitley, uma juíza e ex-namorada de Amanda
- Dan Amboyer como Graham, amigo e candidato de Kirby para substituir Anders como mordomo de Carrington
- Natalie Karp como Mrs. Gunnerson, a cozinheira dos Carringtons

## Episódios
| N.º na série | N.º na temp. | Título                                     | Dirigido por        | Escrito por                      | Exibição original      | Audiência (milhões) |
| --- | ------------ | ------------------------------------------ | ------------------- | -------------------------------- | ---------------------- | ------------------- |
| 87 | 1            | "Let's Start Over Again"                   | Michael A. Allowitz | Christopher Fife                 | 20 de dezembro de 2021 | 0.38                |
| 88 | 2            | "That Holiday Spirit"                      | Kenny Leon          | Aubrey Villalobos Karr           | 20 de dezembro de 2021 | 0.31                |
| 89 | 3            | "How Did The Board Meeting Go?"            | Pascal Verschooris  | David Israel                     | 11 de março de 2022    | 0.25                |
| A gala anual dos Carrington acolhe uma grande variedade de novas parcerias; alguns desejados, outros forçados. Blake se une a Cristal para coagir um acordo para o aeródromo de PPA antes que Beto a sequestre e a substitua pela Rita impecavelmente treinada. Fallon é colocada em licença médica por seu conselho, então ela nomeia Jeff como CEO da empresa, usando o intervalo para reaquecer a paixão com Liam. Sam e Kirby tentam em vão ajudar Culhane a encontrar uma alma gêmea. Amanda rastreia imagens de um drone que exonera tanto sua mãe quanto Adam da morte do Dr. Larson. Alexis é libertada da prisão a tempo de participar da gala onde ela faz Adam assinar seu negócio promissor, então se conecta com o belo investidor Farnsworth "Dex" Dexter.                                                                               |              |                                            |                     |                                  |                        |                     |
| 90 | 4            | "Go Catch Your Horse"                      | Star Barry          | Libby Wells                      | 18 de março de 2022    | 0.28                |
| Jeff se instala como chefe da Fallon Unlimited enquanto Kirby se torna a musa da próxima linha de moda de Dominique. Fallon redescobre o amor por cavalos quando Sam a orienta para se juntar a uma fundação equestre para encontrar realização pessoal. Infelizmente, isso traz à tona uma sequência competitiva, pois ela concorre a uma égua premiada contra a inimiga Patti De Vilbis. A animosidade de Culhane com a diretora de cinema Nina quase atrapalha a tentativa de Liam de adaptar seu romance para a tela. Cristal permanece refém de Beto enquanto sua sósia Rita engana Blake para entregar o império Flores. A desconfiança de Amanda em relação a Dex faz com que Alexis pense duas vezes em seu romance impetuoso com ele. O sonho recente de Fallon de começar uma família é recebido com uma ambiguidade decepcionante por Liam. |              |                                            |                     |                                  |                        |                     |
| 91 | 5            | "A Little Fun Wouldn't Hurt"               | Andi Behring        | Elaine Loh                       | 25 de março de 2022    | 0.20                |
| O flerte de Sam com um criador de tendências superficial testa sua parceria com Culhane e nova amizade com Daniel, um treinador de cavalos hospedado em La Mirage. Os laços familiares superam os negócios quando Dominique e Jeff entram em conflito por causa de uma cláusula de exclusividade em seu contrato Fallon Unlimited. Liam e Fallon pulam de mansão em mansão para encontrar o local perfeito para conceber um filho. Blake se recusa a transferir os direitos da Flores Inc, o que leva Rita a considerar envenená-lo quando ela se aproxima de Adam. Daniel afirma que Sam é seu filho. |              |                                            |                     |                                  |                        |                     |
| 92 | 6            | "Devoting All of Her Energy to Hate"       | Brandi Bradburn     | Liz Sczudlo                      | 1 de abril de 2022     | 0.23                |
| Fallon e Jeff combinam táticas para recuperar a Morell Green Energy quando expõem a lavagem verde por seus atuais proprietários, Patty e seu pai barão do petróleo, Peter De Vilbis. As suspeitas de Blake o levam a encontrar o covil de Beto. Ele interrompe uma briga entre Cristal e Rita, deduz qual é sua verdadeira esposa, prende o impostor e fecha Beto com um golpe próprio. Sam escolhe aceitar Daniel depois de saber de seu passado conturbado em Caracas. Amanda se apresenta como acompanhante de Kirby para ajudá-la a se reconectar com uma agência de modelos. Culhane e Nina se emaranham mais uma vez para garantir uma data de filmagem para o filme de Liam. Patty contata um cúmplice misterioso com o objetivo de destruir Fallon.                                                                                            |              |                                            |                     |                                  |                        |                     |
| 93 | 7            | "A Real Actress Could Do It"               | Ayoka Chenzira      | Bryce Schramm                    | 8 de abril de 2022     | 0.28                |
| 94 | 8            | "The Only Thing That Counts Is Winning"    | Heather Tom         | Chris Erric Maddox               | 15 de abril de 2022    | 0.26                |
| As apostas são altas no Peachtree Stakes, onde o cavalo de Fallon, Allegra (treinado por Daniel), corre contra o de Patty. Dex empurra Alexis e Adam para ver um terapeuta e resolver seus problemas tensos. Kirby desencoraja Culhane de namorar sua colega, Sasha, mas ele faz assim mesmo e descobre que ambas as modelos estão sendo enganadas por Charlie. A morte de Luna, uma amiga espirituosa que Jeff conheceu em recuperação, o inspira a superar o fiasco de Marte. Cristal sugere que Amanda aceite ser uma Carrington e siga o exemplo de Blake ao lidar com problemas no hospital. Após a vitória de Allegra, Daniel deixa Sam saber que seu uso de drogas é para câncer. Fallon encontra glória em sua vitória e humildade para confiar nos outros.                                                                                    |              |                                            |                     |                                  |                        |                     |
| 95 | 9            | "A Friendly Kiss Between Friends"          | SM Main-Muñoz       | Garrett Oakley                   | 29 de abril de 2022    | 0.22                |
| 96 | 10           | "Mind Your Own Business"                   | Heather Tom         | Katrina Cabrera Ortega           | 6 de maio de 2022      | 0.21                |
| 97 | 11           | "I'll Settle for a Prayer"                 | Brandi Bradburn     | India Sage Wilson                | 13 de maio de 2022     | 0.20                |
| 98 | 12           | "There's No Need to Panic"                 | Robin Givens        | David M. Israel                  | 20 de maio de 2022     | 0.21                |
| 99 | 13           | "Do You Always Talk to Turtles"            | Andi Behring        | Malcolm Boomer & Chava Friedberg | 27 de maio de 2022     | 0.23                |
| 100 | 14           | "Vicious Vendetta"                         | Pascal Verschooris  | Josh Reims & Christopher Fife    | 3 de junho de 2022     | 0.23                |
| 101 | 15           | "Ben"                                      | Brandon Lott        | Bryce Schramm                    | 24 de junho de 2022    | 0.25                |
| 102 | 16           | "My Family, My Blood"                      | Robbie Countryman   | Elaine Loh                       | 1 de julho de 2022     | 0.22                |
| 103 | 17           | "There's No One Around to Watch You Drown" | Grant Show          | Liz Sczudlo                      | 8 de julho de 2022     | 0.28                |
| 104 | 18           | "A Writer of Dubious Talent"               | Heather Tom         | Katrina Cabrera Ortega           | 5 de agosto de 2022    | 0.24                |
| 105 | 19           | "But a Drug Scandal?"                      | Elizabeth Gillies   | Aubrey Villalobos Karr           | 12 de agosto de 2022   | 0.22                |
| 106 | 20           | "First Kidnapping and Now Theft"           | Pat Santana         | Chris Erric Maddox               | 2 de setembro de 2022  | 0.18                |
| 107 | 21           | "More Power to Her"                        | Michael A. Allowitz | Libby Wells                      | 9 de setembro de 2022  | 0.17                |
| 108 | 22           | "Catch 22"                                 | Pascal Verschooris  | Josh Reims & Garrett Oakley      | 16 de setembro de 2022 | ASD                 |

## Produção

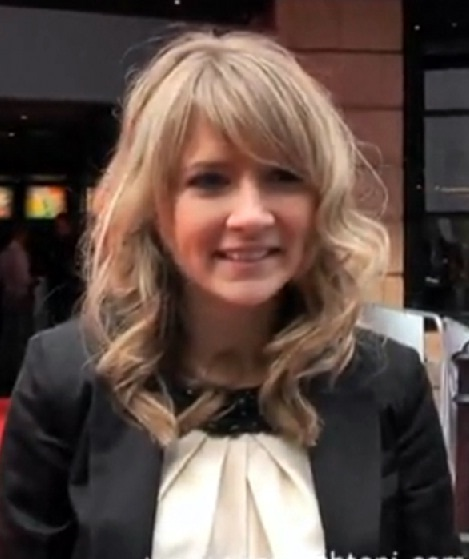
Eliza Bennett se tornou parte do elenco principal, interpretando Amanda Carrington.

### Desenvolvimento
Antes da estreia da quarta temporada na The CW, Dynasty foi renovada para uma quinta temporada em 3 de fevereiro de 2021. O presidente e CEO da The CW, Mark Pedowitz, declarou em um comunicado à imprensa: "Embora estejamos apenas algumas semanas na nova temporada, queríamos ter uma vantagem estratégica na próxima temporada com essas renovações antecipadas, o que permite que nossas equipes de produção comecem a definir arcos de história e contratação de pessoal e, ao mesmo tempo, continua a nos fornecer um cronograma forte e estável para construir para a próxima temporada."
A quinta temporada consistirá com 22 episódios. Em maio de 2022, foi anunciado que a quinta temporada seria a última da série.

### Casting
Em 19 de agosto de 2021, Eliza Bennett foi escalada como Amanda Carrington em um papel recorrente na quarta temporada, para se tornar uma personagem regular na quinta temporada. Em janeiro de 2022, foi anunciado que Pej Vahdat havia sido escalado como Dex Dexter para a quinta temporada. Em abril de 2022, a Variety informou que a ex-colega de elenco de Melrose Place de Grant Show, Daphne Zuniga, apareceria em Dynasty como Sonya Jackson, uma amiga de faculdade de Blake, estreando no episódio "A Friendly Kiss Between Friends".

### Filmagens
A fotografia principal da quinta temporada começou em 21 de outubro de 2021.

## Lançamento
A quinta temporada estreou com dois episódios em 20 de dezembro de 2021 e, em seguida passou para às sextas-feiras em de 11 de março de 2022.

## Recepção

### Audiência
| №  | Título                                     | Exibição original      | Rating/share (18–49) | Audiência (em milhões) | DVR (18–49)    | Audiência em DVR (milhões) | Total (18–49)  | Audiência total (em milhões) |
| -- | ------------------------------------------ | ---------------------- | -------------------- | ---------------------- | -------------- | -------------------------- | -------------- | ---------------------------- |
| 1  | "Let's Start Over Again"                   | 20 de dezembro de 2021 | 0.1                  | 0.38                   | N/A            | N/A                        | N/A            | N/A                          |
| 2  | "That Holiday Spirit"                      | 20 de dezembro de 2021 | 0.1                  | 0.31                   | N/A            | N/A                        | N/A            | N/A                          |
| 3  | "How Did The Board Meeting Go?"            | 11 de março de 2022    | 0.1                  | 0.25                   | 0.1            | 0.17                       | 0.1            | 0.42                         |
| 4  | "Go Catch Your Horse"                      | 18 de março de 2022    | 0.1                  | 0.28                   | 0.0            | 0.12                       | 0.1            | 0.40                         |
| 5  | "A Little Fun Wouldn't Hurt"               | 25 de março de 2022    | 0.0                  | 0.20                   | 0.0            | 0.16                       | 0.1            | 0.36                         |
| 6  | "Devoting All of Her Energy to Hate"       | 1 de abril de 2022     | 0.0                  | 0.23                   | por determinar | por determinar             | por determinar | por determinar               |
| 7  | "A Real Actress Could Do It"               | 8 de abril de 2022     | 0.0                  | 0.28                   | por determinar | por determinar             | por determinar | por determinar               |
| 8  | "The Only Thing That Counts Is Winning"    | 15 de abril de 2022    | 0.0                  | 0.26                   | por determinar | por determinar             | por determinar | por determinar               |
| 9  | "A Friendly Kiss Between Friends"          | 29 de abril de 2022    | 0.0                  | 0.22                   | por determinar | por determinar             | por determinar | por determinar               |
| 10 | "Mind Your Own Business"                   | 6 de maio de 2022      | 0.0                  | 0.21                   | por determinar | por determinar             | por determinar | por determinar               |
| 11 | "I'll Settle for a Prayer"                 | 13 de maio de 2022     | 0.0                  | 0.20                   | por determinar | por determinar             | por determinar | por determinar               |
| 12 | "There's No Need to Panic"                 | 20 de maio de 2022     | 0.0                  | 0.21                   | por determinar | por determinar             | por determinar | por determinar               |
| 13 | "Do You Always Talk to Turtles"            | 27 de maio de 2022     | 0.0                  | 0.23                   | por determinar | por determinar             | por determinar | por determinar               |
| 14 | "Vicious Vendetta"                         | 3 de junho de 2022     | 0.0                  | 0.23                   | por determinar | por determinar             | por determinar | por determinar               |
| 15 | "Ben"                                      | 24 de junho de 2022    | 0.0                  | 0.25                   | por determinar | por determinar             | por determinar | por determinar               |
| 16 | "My Family, My Blood"                      | 1 de julho de 2022     | 0.0                  | 0.22                   | por determinar | por determinar             | por determinar | por determinar               |
| 17 | "There's No One Around to Watch You Drown" | 8 de julho de 2022     | 0.1                  | 0.28                   | por determinar | por determinar             | por determinar | por determinar               |
| 18 | "A Writer of Dubious Talent"               | 5 de agosto de 2022    | 0.0                  | 0.24                   | por determinar | por determinar             | por determinar | por determinar               |
| 19 | "But a Drug Scandal?"                      | 12 de agosto de 2022   | 0.0                  | 0.22                   | por determinar | por determinar             | por determinar | por determinar               |
| 20 | "First Kidnapping and Now Theft"           | 2 de setembro de 2022  | 0.0                  | 0.18                   | por determinar | por determinar             | por determinar | por determinar               |
| 21 | "More Power to Her"                        | 9 de setembro de 2022  | 0.0                  | 0.17                   | por determinar | por determinar             | por determinar | por determinar               |